# Сокоине, Эдвард
Эдвард Мориндж Сокоине (суахили Edward Sokoine; 1 августа 1938, Мондули, султанат Занзибар (ныне область Аруша, Танзания) — 12 апреля 1984, Морогоро) — танзанийский политический и государственный деятель, дважды премьер-министр Танзании (с 13 февраля 1977 по 7 ноября 1980 и с 24 февраля 1983 по 12 апреля 1984).

## Биография
В 1961 году вступил в Африканский национальный союз Танганьики, который был основан Джулиусом Ньерере. С 1962—1963 годах учился в ФРГ. По возвращении был назначен районным исполнительным директором округа Масаи и избран в Национальное собрание от избирательного округа Масаи. В 1967 году был назначен заместителем министра связи, транспорта и труда. В 1970 году стал государственным министром, а в 1972 году — министром обороны и национальной службы безопасности Танзании. После этого снова был депутатом Национального собрания Танзании.
После возникновения Революционной партии (Чама Ча Мапиндузи) в 1977 году Сокойне стал членом её ЦК. Затем занял пост премьер-министра Объединенной Республики Танзании и занимал этот пост до 1980 года.
После послевоенного экономического спада в результате Угандийско-танзанийской войны, подал в отставку и ушёл с поста премьер-министра.
Снова стал премьер-министром в 1983 году.
Погиб в автокатастрофе. Смерть популярного политика породила множество теорий заговора.

## Память
- Сельскохозяйственный университет в Морогоро назван в его честь.